# Aristotelisme
Het aristotelisme is de filosofische stroming die zich baseert op de werken van Aristoteles (384–322 v.Chr.). Het was de eerste filosofie die een poging deed om te komen tot een volledig wereldbeeld en was dan ook zeer breed. Het omvatte de richtingen metafysica, fysica, biologie, psychologie, wiskunde, logica, kenleer, ethiek, politieke filosofie, retorica en literatuur. Door de eeuwen heen heeft het aristotelisme zich verder ontwikkeld, waarbij het behoorlijk af kon wijken van het originele gedachtegoed, en waarbij niet alle richtingen gelijkblijvende aandacht kregen.
Het werk van Aristoteles valt op te delen in de exoterische dialogen of hoi exōterikoi logoi, bestemd voor het publiek, en de esoterische, voor ingewijde studenten van het Lykeion bestemde, technische werken. Van de exoterische werken is nauwelijks iets overgeleverd, zodat het Corpus Aristotelicum vooral bestaat uit technische werken die niet altijd makkelijk te volgen zijn.

## Aristoteles
Aristoteles bouwde voort op de filosofie van zijn leermeester Plato (ca. 427–347 v.Chr.), maar bestreed deze deels ook. Zo verwierp Aristoteles de ideeënleer van Plato. Plato zag de waarneembare kenmerken van voorwerpen als tijdelijke manifestaties van eeuwig bestaande Ideeën of Vormen. Deze essentiële Vormen bevinden zich buiten de materie, ze zijn transcendent.

Voor Aristoteles bevond de essentie van een voorwerp of substantie zich in de substantie zelf, de essentie van een voorwerp is immanent. Wel zag hij de werkelijkheid als meer dan slechts de reductie tot de materiële delen. Zo bestaat er niet slechts een menselijk lichaam, maar is er ook een ziel, die zich evenwel in en niet buiten het lichaam bevindt. Bij Aristoteles is dus een dualisme te vinden, tussen het materialisme van de eerdere, ionische natuurfilosofen enerzijds en het idealisme van Plato anderzijds. Dit is het hylemorfisme, van het Griekse hylē, materie en morphē, vorm.
Een belangrijk onderscheid met Plato was dat deze een echte rationalist was, die stelde dat ware kennis alleen door de rede of ratio via deductie kan worden verkregen, en dan nog beperkt tot de onveranderlijke en onvergankelijke Vormen. Kennis met betrekking tot de afgeleiden hiervan, de veranderlijke en vergankelijke voorwerpen zoals die zintuiglijk waarneembaar zijn, is daarmee onmogelijk.

Omdat Aristoteles meende dat de eigenschappen in de materie zelf zaten, was waarneming van de verschijnselen (φαινόμενα, phainomena) voor hem wel zinvol om tot kennis te komen, en in die zin was Aristoteles een empirist. Pas na de waarneming kwam de ratio, om verbindingen te kunnen leggen tussen de opgedane indrukken.

Hoewel deze empirische houding van Aristoteles dogmatische standpunten zou moeten voorkomen, was de autoriteit van Aristoteles later dusdanig, dat zijn wetenschappelijke inzichten niet altijd kritisch benaderd werden, zelfs niet als er nieuwe waarnemingen werden gedaan die met deze inzichten in tegenspraak waren.

### Begrippenapparaat
Om zijn filosofie uit te drukken, ontwikkelde Aristoteles een begrippenapparaat waarin verandering centraal staat. Parmenides (520/515–460/455 v.Chr.) had eerder gesteld dat verandering niet mogelijk was. Aristoteles zag echter de potentie en actualiteit van een vorm. In potentie beschikt een ding over een beperkt aantal vormen, waarvan er een daadwerkelijk in actualiteit is. Zo heeft een eikel de potentie om een eik te worden, maar geen goudvis. Zowel de eikel als de eik zijn in actualiteit of als begrip onveranderlijk, maar tussen beide is een overgang mogelijk, de actualisering.

Deze actualiseringen verklaart Aristoteles met de vier oorzaken:
- materie
- vorm
- bewegingsoorzaak
- doeloorzaak

Aristoteles gaf daarbij het voorbeeld van het bouwen van een huis:
- stenen, hout
- ontwerp van architect
- opdrachtgever, aannemer en bouwvakkers
- beschutting, comfort

De vier genoemde oorzaken zijn volgens Aristoteles alle noodzakelijk om verandering teweeg te brengen. De doeloorzaak betekent daarbij de introductie van het begrip teleologie, waarbij alles met een doeleinde gebeurt. Bij de beschrijving van een fenomeen dient dan ook niet alleen verteld te worden hoe iets eruitziet, maar ook wat de functie is, het waarom.
Het doel van de mens was volgens Aristoteles geluk of eudaimonia, dat bereikt kon worden via de deugd en het volgen van de gulden middenweg.

## Peripatetische school
De eerste volgelingen van Aristoteles waren die van de Peripatetische School, waarbij onder meer Theophrastus (ca. 371–287 v.Chr.) en Strato van Lampsacus (ca. 335–ca. 269 v.Chr.) als scholarch van het Lykeion van Aristoteles dienden. Dit was vooral een periode van consolidatie, met wel wat verbeteringen, maar weinig vernieuwing. Na Strato volgde een periode van verval waarbij nog wel belangstelling was voor de retorica en de empirische natuurfilosofie, maar de school geen relevante rol meer speelde binnen het speculatiever deel in de Hellenistische filosofie, die gedomineerd werd door het stoïcisme.
Theophrastus had de bibliotheek met de werken van Aristoteles nagelaten aan Neleus van Skepsis, die deze mee zou hebben genomen naar zijn geboortestad. Daar zou deze gedurende de eeuwen daarna verborgen zijn gehouden in de kelder tot de bibliofiel Apellikon van Teos de bibliotheek in handen kreeg en naar Athene bracht, al is deze overlevering niet zeker. Het zou echter een verklaring zijn voor de snel afgenomen invloed van de Peripatetische school. Waarschijnlijk circuleerden er daarnaast echter ook na Theophrastus nog kopieën van in ieder geval delen van het werk van Aristoteles binnen en buiten de Peripatetische school.
De Romeinse generaal Sulla (ca. 138–78 v.Chr.) veroverde tijdens de Eerste Mithridatische Oorlog in 86 v.Chr. Athene, waarna de bibliotheek over werd gebracht naar Rome. Daar zou het Andronicus van Rhodos zijn geweest die tussen 40–20 v.Chr. een begin maakte met de indeling van het overgebleven werk in wat bekend werd als het Corpus Aristotelicum. Er zijn echter ook aanwijzingen dat dit werk vijftig jaar eerder al in Athene zou zijn voltooid. Hoe dan ook, dit werk zette een opleving in gang van het aristotelisme. Gedurende deze Romeinse periode was Alexander van Aphrodisias rond 200 n.Chr. de belangrijkste commentator van de werken van Aristoteles. Hij poogde terug te keren naar de originele opvattingen van Aristoteles en de invloed of syncretisme van andere opvattingen te verminderen. Het aristotelisme zou gedurende de derde eeuw echter verdwijnen door de opkomst van het neoplatonisme en het christendom. Binnen het neoplatonisme had Aristoteles echter nog wel invloed, zoals bij Porphyrius (ca. 234–ca. 305) die een harmonisatie tussen Plato en Aristoteles nastreefde.
Met de opkomst van het christendom verminderde echter ook de invloed van het neoplatonisme, zeker nadat er in 476 een einde kwam aan het West-Romeinse Rijk. Het christendom stond immers op een aantal vlakken lijnrecht tegenover Aristoteles, zoals de eeuwigheid van de wereld en de ziel als onderdeel van het lichaam.
In het Byzantijnse Rijk verbood keizer Justinianus I in 529 het verspreiden van heidense denkbeelden, waarmee ook een praktisch einde kwam aan de Akademeia van Plato in Athene. Een aantal filosofen vertrok daarop naar de Academie van Gondesjapoer, het intellectuele centrum van het Sassanidische rijk dat toen geregeerd werd door Khusro I (501–579), een groot liefhebber van zowel westerse als oosterse filosofie. Na de islamitische verovering van Perzië (636–654) vond onder meer de Griekse filosofie zo zijn weg naar de islamitische wereld.
Binnen het christendom had de Griekse filosofie echter nog wel zijn invloed, zoals de methodiek van logisch redeneren.

## Islamitische filosofie
Binnen de islamitische filosofie hadden het neoplatonisme en aristotelisme een grote invloed. Kalief al-Ma'moen (813–833) vestigde een bibliotheek die later bekend zou staan als Huis der Wijsheid of bayt al-ḥikma. Hier verbleef al-Kindi (ca. 801–873) die toezag op de vertalingen uit het Grieks of Syrisch van onder meer Aristoteles en daarmee aan de wieg stond van de vertalingsbeweging. Dit was het begin van de islamitische peripatetische filosofie. Al-Farabi (ca. 872–950), Avicenna (980–1037) en Averroes (1126–1198) waren belangrijke filosofen die deze filosofie of falsafa in het algemeen en het werk van Aristoteles – de eerste meester – in het bijzonder voortzetten, uitbreiden en verbeterden, daarmee bijdragend aan het islamitische gouden tijdperk. Voor een belangrijk deel was de belangstelling voor falsafa gelegen in de praktische filosofieën van geneeskunde, astronomie en wiskunde, maar de falasifa of filosofen deden ook pogingen om de metafysische aspecten te verenigen met de islam. Er werd echter geen nieuw filosofisch systeem opgezet en in die zin was de falsafa weinig creatief.
Falsafa ging uit van de rede, iets wat gedeeld werd met het moetazilisme, een school van islamitische theologie. Daar waar de moetazilieten een conflict zagen tussen openbaring en praktijk, probeerden zij met logica via de dialectiek tot een oplossing te komen. Deze kalam of discussie was gebaat bij de technieken van de falsafa, al gebruikten beide verschillende premissen. En net als bij het christendom maakten juist deze verschillende premissen beiden uiteindelijk onverenigbaar, met mogelijke uitzondering voor de praktische falasafa.
Volgens Al-Ash'ari (873–935) was de logica een bruikbaar instrument, maar niet om het handelen van God te doorgronden. Hij was daarmee grondlegger van een nieuwe stroming, het asharisme, die het opnam tegen zowel de falsafa als de kalam, beiden beschouwd als heterodox. Een belangrijke aanhanger was Al-Ghazali (1058–1111) die Tahafut al-falasifa of Incoherentie van de filosofen schreef waarin hij afrekende met de falasifa, gebruikmakend van de logica van de falasafa. Averroes schreef met Tahafut al-tahafut of Incoherentie van de incoherenten een weerwoord, maar zowel de falsafa als de kalam verdwenen praktisch gezien gedurende de twaalfde eeuw. Pas in de negentiende eeuw werd falsafa weer opnieuw ontdekt tijdens de al-Nahda of islamitische renaissance.
De invloed van de falsafa verdween daarmee echter niet, maar zou vooral een grote invloed hebben in het Westen. Dit betrof vooral Averroes, die poogde terug te keren tot een zuiver aristotelisme en inging tegen de poging van al-Farabi om Plato en Aristoteles samen te laten gaan en ook tegen het neoplatonisme van Avicenna. Averroes schreef daartoe commentaren op het werk van Aristoteles, wat hem in het Westen de naam de commentator op zou leveren. Deze commentaren bestonden uit drie soorten, de uitgebreide letterlijke commentaren of tafsir, de middellange parafrases of talkhis en de korte epitomen of jami. Elk soort commentaar heeft zijn eigen publiek, waarbij de tafsir slechts bedoeld is voor filosofen, terwijl hij zich met de jami op het grote publiek richt. Dit onderscheid tussen intellectuele elite en de massa is terug te vinden bij de Almohaden, de dynastie die regeerde over Al-Andalus. In Fasl al-maqal of Het beslissende woord stelde Averroes dat er geen sprake was van wat later het scholastische probleem werd genoemd en kan de waarheid zowel via filosofische weg als via openbaring bereikt worden en spreken beide elkaar niet tegen. Hij beriep zich daarbij onder meer op soera De Bijen 16.125:
Roep op tot de weg van uw Heer door wijsheid (hikma) en door welwillende vermaningen, en als je redetwist, gebruik dan het schoonste betoog
Wel waarschuwde hij voor de gevaren van de filosofische weg als deze gebruikt wordt door de massa, dit was slechts voorbehouden voor ingewijden.
De joodse falasif Maimonides (1135–1204) poogde in zijn Gids der Verdoolden de joodse religieuze doctrine te verenigen met falsafa, geïnspireerd door het voorbeeld van al-Farabi. Ook hier gold echter dat filosofie verdacht was in orthodoxe kringen. Zo had Juda Halevi (ca. 1075–1141) eerder Kuzari geschreven, dat juist stelde dat schepping uit het niets of creatio ex nihilo mogelijk was – wat de Grieken al sinds Parmenides ontkenden – en dat God niet gebonden is aan causaliteit en natuurwetten.

## Christendom
In het Westen was Aristoteles in de Vroege Middeleeuwen slechts gekend via een beperkt aantal vertalingen van Martianus Capella (360–428), Isidorus van Sevilla (560–636) en vooral Boethius (ca. 480–525). Hiervan werd echter nauwelijks gebruikgemaakt in het onderwijs van de artes liberales. Gerbert van Aurillac (946-1003), later bekend als paus Silvester II, was degene die de oude logica van Aristoteles terug onder de aandacht bracht in de Hoge Middeleeuwen. Dit betrof Categoriae en De interpretatione uit de vertaling van Boethius, de enige werken uit de Organon die Boethius vertaald had. Gaandeweg zou Aristoteles de middeleeuwse scholae en de daaruit ontstane universiteiten gaan domineren, iets waarbij Pierre Abélard (1079–1142) een belangrijke rol speelde. In een tijd waarin de auctoritas van de Kerk en de opkomst van de inquisitie een weinig kritische houding stimuleerde, stond Abélard de twijfel voor om zo via vragen naar inzicht te komen. In Sic et non bracht hij zo 158 theologische vraagstukken naar voren, zelfs nadat tijdens de concilie van Soissons in 1121 werd opgeroepen om Theologia summi bonus, zijn werk over de Drie-eenheid, te verbranden. Het werk van Abélard zou de vorm van de dialectiek daarna bepalen. De kwestie in dispuut of quaestio disputata werd neergezet door een vraag te laten volgen door argumenten voor en tegen, gevolgd door een conclusie. Dit zou een belangrijk onderdeel worden van het onderwijs.

Abélard nam in de universaliënstrijd een positie in die dicht bij die van Aristoteles lag, zonder evenwel diens werk Metafysica dat dit onderwerp behandelt te kennen.
Door de veroveringen op de moslims in Al-Andalus, het islamitische deel van het Iberisch Schiereiland, en Sicilië kwamen er daarna meer teksten beschikbaar. Gedurende de reconquista werd Toledo in 1085 veroverd door Alfons VI van León (?–1109) en kwam zo weer in de christelijke invloedssfeer. De vertaalschool van Toledo van bisschop Raymond van Toledo (1125–1152) zou een belangrijke rol spelen bij het vertalen van Aristoteles en Averroes uit het Arabisch en Hebreeuws naar het Latijn, zo bijdragend aan de renaissance van de twaalfde eeuw. Gerard van Cremona (ca. 1114–1187) was hier de belangrijkste vertaler. Ook belangrijk was Michael Scot (ca. 1175–ca. 1234) die behalve in Toledo waarschijnlijk ook aan het hof van keizer Frederik II (1194–1250) in Sicilië werken van Aristoteles en de Arabische commentaren vertaalde.
Het emiraat Sicilië werd aan het einde van de elfde eeuw veroverd door de Normandiërs en hier werd veelal direct uit het Grieks vertaald. Henricus Aristippus (1105/10–1162) was een Siciliaanse afgevaardigde in Constantinopel en bracht van daar kopieën mee van Griekse werken, die hij deels zelf vertaalde, zoals het vierde boek van Meteorologica van Aristoteles. Jacob van Venetië (?–na 1147), die waarschijnlijk ook in Constantinopel was geweest, vertaalde Analytica posteriora, de vierde tekst uit het Organon, en voltooide daarmee de logische geschriften van Aristoteles in het Latijn.
In het Byzantijnse Rijk had men steeds beschikt over de werken van Aristoteles en met de verovering van Constantinopel door kruisvaarders en het resulterende Latijnse Keizerrijk (1204–1261), kreeg het Westen ook via deze weg meer de beschikking over deze werken. Onder meer Willem van Moerbeke (ca. 1215–ca. 1286) vertaalde zo direct uit het Grieks, waaronder vrijwel het gehele overgebleven werk van Aristoteles.
Op de Universiteit van Oxford kwam de natuurfilosofie van Aristoteles waarschijnlijk aan het einde van de twaalfde eeuw beschikbaar. Een vroege commentator daar was Adam de Buckfield (ca. 1220–ca. 1294).
De universiteit van Parijs was het belangrijkste centrum van de christelijke theologie, maar hier werd Aristoteles aanvankelijk als bedreiging gezien en in 1210 werd zijn werk verboden, evenals dat van David van Dinant (ca. 1160–ca. 1217). David was pantheïst en interpreteerde het werk van Aristoteles als dusdanig. In 1215 en 1231 werd Aristoteles nogmaals verboden, maar dit kon zijn groeiende populariteit niet tegenhouden. Op 19 maart 1255 werd het werk van Aristoteles dan ook zelfs verplichte lesstof op de universiteit.
Hieraan had Albertus Magnus (ca. 1200–1280) sterk bijgedragen door als eerste in het Westen alle werken van Aristoteles en de Arabische en joodse commentaren te ontsluiten, vooral van vertalingen uit het Arabisch. Daarbij was hij naast theoloog en filosoof ook onderzoeker van planten, dieren en alchemie, zoals Aristoteles ook was geweest. Albert wist een enorme hoeveelheid kennis te verzamelen en wilde deze ook systematisch verwerken. Dit was echter weggelegd voor zijn leerling Thomas van Aquino (1225–1274). Thomas leerde tijdens een verblijf in Italië Willem van Moerbeke kennen en kon zo over vertalingen direct uit het Grieks beschikken van Aristoteles. Thomas bouwde een enorm oeuvre op, dat opmerkelijk overzichtelijk en helder was en wat het hoogtepunt van de scholastiek vormt.

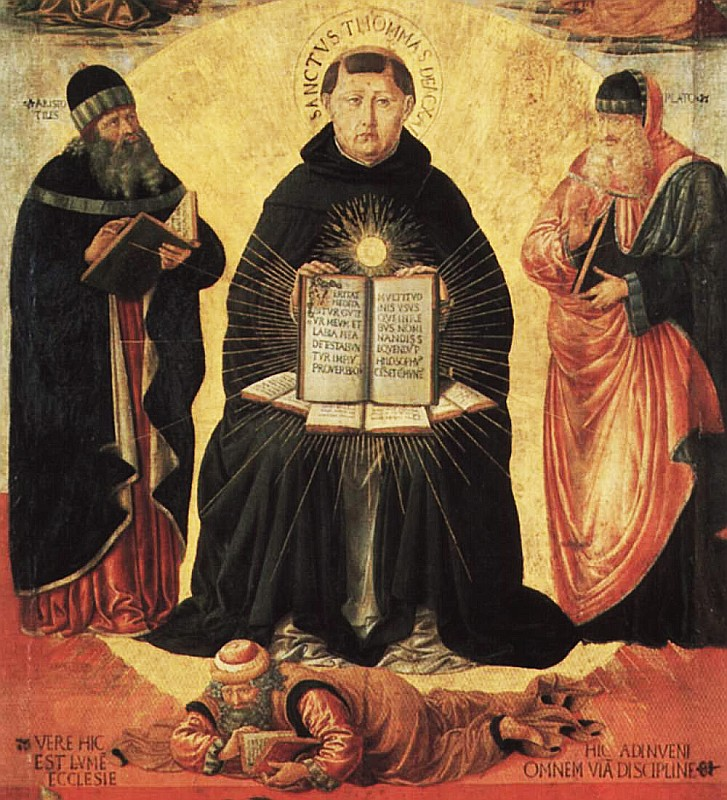
Triomf van Sint Thomas van Aquino, Benozzo Gozzoli, 1468/84
Thomas zit tussen Aristoteles en Plato, voor hem ligt Averroes neergeworpen

Het aristotelisme droeg bij tot de bloeitijd van de scholastiek, maar dat ging niet zonder slag of stoot. Van de Arabische commentatoren was vooral Averroes van grote invloed in het Westen, dusdanig dat de stroming averroïsme ontstond. De belangrijkste vertegenwoordigers van het averroïsme waren Zeger van Brabant (1235/1240–1278/1284) en Boëthius van Dacia (ca. 1240–1280/1290). Ook hier ontstond een spanning tussen openbaring en de rede, waarbij de voorzichtig geworden Zeger stelde dat hij slechts weergaf wat logisch volgde uit wat Aristoteles en Averroes hadden geschreven, zoals de eeuwigheid van de wereld en de ziel als onderdeel van het lichaam, maar bij conflicten tussen filosofie en openbaring voorrang gaf aan de laatste. Thomas van Aquino ging in tegen wat hij de averroïsten noemt met Tractatus de unitate intellectus contra Averroistas, Traktaat over de eenheid van het intellect tegen de Averroïsten uit 1270. Ook Étienne Tempier (1210–1297), de bisschop van Parijs, zag de nuance van Zeger niet en beschuldigde de averroïsten er van de dubbele waarheid aan te hangen. In 1270 en 1277 vaardigde hij daarop respectievelijk 13 en 219 veroordelingdecreten uit voor proposities die in werden genomen aan de universiteit die met Averroes in verband werden gebracht.
Het aristotelisme bleef ondanks de mogelijke conflicten met het christendom lang dominant doordat het systematische en veelomvattende verklaringen bood voor vooral de fysische wereld. Daarbij hielp het dat Willem van Ockham (1288–1347) een scheiding teweeg bracht tussen filosofie en theologie, waardoor beide zich onafhankelijk van elkaar konden ontwikkelen. Het werk van Ockham was van grote invloed op de wetenschap en na zijn dood vormde zich een nieuwe school, wat een splitsing betekende in het onderwijs van de artes liberales. Enerzijds was er de richting die vast bleef houden aan het gematigd realisme, de via antiqua, anderzijds de richting van Ockham, de via moderna of scientia okamica.
Niet alleen de filosofie verkreeg langzamerhand een vrijheid tot eigen ontwikkeling, hetzelfde gold voor de theologie, wat onder meer tot uiting kwam in de mystiek van Meester Eckhart (ca. 1260–ca. 1328).
Door het nominalisme van Ockham ontstond er meer aandacht voor de studie van het individuele om zo het algemene te kunnen begrijpen, waarbij de opvattingen van Aristoteles soms werden weerlegd. Zo stelde Buridanus (ca. 1295–1363) dat elk bewegend lichaam in beweging bleef doordat het een zekere impetus bezat, nauw verwant aan het moderne concept van impuls. Dit maakte de weg vrij voor een aarde die om zijn eigen as draait zonder dat er een enorme wind gaat waaien, zoals Nicolaas van Oresme (ca. 1323–1382) – leerling van Buridanus stelde in zijn Livre du ciel et du monde. Dit ging in tegen het geocentrisme van Aristoteles.
Al voor Ockham had Robert Grosseteste (ca. 1175–1253) het belang van het experiment onder de aandacht gebracht. Hij was de eerste van de scholastici die in zijn commentaar op Analytica posteriora inzag dat Aristoteles een demonstratieve wetenschap voorstond met wat Grosseteste een dubbele procedure van resolutie en compositie noemde, inductie en deductie. De aldus gevormde hypothese liet hij door middel van experimenten testen volgens verificatie en falsificatie, waarmee hij de wetenschappelijke methode inleidde. Zijn leerling Roger Bacon (ca. 1214–ca. 1294) zette het werk voort, onder meer op het gebied van de optica.

## Humanisme
Het aantal onderzoekers zoals Grosseteste en Bacon was echter beperkt. De scholastiek onderwezen op de universiteiten was vooral een star dogmatisch systeem, gebaseerd op aanspraak op gezaghebbende werken als de Bijbel en die van de kerkvaders en Aristoteles. Vernieuwing kwam dan ook niet van die zijde, maar van het humanisme zoals zich dat ontwikkelde in Italië vanaf Petrarca (1304–1374) en Boccaccio (1313–1375). Hieruit ontstond onder meer een onderwijshervorming die niet de universiteiten, maar de Latijnse scholen bereikte. Er moest vooral een praktischer onderwijs komen en men baseerde zich daarbij op het aan Cicero (106–43 v.Chr.) ontleende concept van menselijkheid of humanitas.
Het humanisme poogde de antieken te begrijpen zonder de scholastieke interpretatie. Daartoe ontstond de filologie, de studie van de oude talen. Men stond zich er op voor te schrijven in het klassiek Latijn en niet het Latijn van de scholastici – dat vooral gevormd werd door pogingen om de Griekse begrippen van Aristoteles te vertalen. Boven de Alpen werd het klassieke Latijn - en de kennis en inzet van het Grieks voor bijbeltekstverklaring en -hertaling - vooral gepropageerd door Erasmus (ca. 1466-1536).
Door dit alles werd de kennis van de antieke werken steeds nauwkeuriger, ook geholpen door de Byzantijnse vluchtelingen die na de Val van Constantinopel in 1453 richting het Westen kwamen, zoals John Argyropoulos (ca. 1415–1487) en Constantine Lascaris (1434–1501). Dit droeg onder meer bij aan een verminderde invloed van de averroïsten.
Dit maakte steeds duidelijker dat het aristotelisme nooit volledig met het christendom verenigd kon worden. Dit bleek onder meer bij de ophef die Pietro Pomponazzi (1462–1525) teweeg bracht met De immortalitate animae, Over de onsterfelijkheid van de ziel, waarin hij stelde dat het onmogelijk was de onsterfelijkheid van de ziel met zekerheid te bewijzen. Het was duidelijk dat de filosofie van Aristoteles het christendom niet ondersteunde, wat ook de neergang van de scholastiek inzette. Dit zou echter een langdurig proces blijken, met de nodige oplevingen. Ook het aristotelisme was hiermee niet ten einde, mede omdat sinds Ockham de band met de theologie al sterk was verminderd.

## Vroegmoderne tijd
De vroegmoderne tijd was een periode waarin veel nieuwe technieken ontstonden – buiten de universiteiten – en waarin ontdekkingsreizen contacten opleverden met nieuwe culturen, diersoorten en andere zaken. Dit was niet altijd goed in te passen in het bestaande wereldbeeld, wat leidde tot de verzuchting dat je in één dag meer kon leren van de Portugezen dan in honderd jaar van de Grieken en Romeinen. Hoewel Aristoteles een empirist was geweest, was het aristotelisme verworden tot een dogmatisch systeem waarin autoriteit en rationalisme belangrijker waren.
Pierre Gassendi (1592-1655) bekritiseerde het dogmatische karakter die het aristotelisme in zijn tijd had verworven in Exercitationes paradoxicae adversus Aristoteleos uit 1624:
Ik heb me vaak afgevraagd waar de verworden filosofische stroming vandaan komt die onze universiteiten doordrenkt heeft, en hoe deze zo lang heeft kunnen bestaan. Ik kon geen ander bevredigend antwoord vinden dan te wijzen op de decadente arrogantie waarmee de aristotelische filosofen, zoals ik al eerder betoogde, de ongerechtvaardigde overtuiging hadden dat de waarheid ooit reeds in zijn geheel door Aristoteles ontdekt was - een arrogantie waardoor zij geen moeite meer deden die waarheid nog te vinden. Want omdat zij hun voorman Aristoteles hielden voor een god die uit de hemel is neergedaald en die de waarheid geopenbaard heeft, hebben zij zich geen duimbreed van hem durven verwijderen, en aldus hun eigen krachten wantrouwend, hebben zij rechtstreeks onderzoek van de werkelijkheid verworpen, en zich beperkt tot ijdel gebazel rond de geschriften en de terminologie van Aristoteles.
Het zou echter nog tot halverwege de achttiende eeuw duren voordat het aristotelisme verdween aan de universiteiten. Dit kwam mede doordat er aanvankelijk nog een alternatief ontbrak voor het wereldbeeld dat Aristoteles had geschapen. Op natuurkundig gebied zou dit pas geboden worden door de wetenschappelijke revolutie. Daarmee werd het empirisme belangrijker, waarbij Francis Bacon (1561–1626) wel wordt gezien als de grondlegger van de wetenschappelijke methode. Galileo Galilei (1564–1642) speelde hierbij een belangrijke rol, doordat hij aantoonde dat de nodige veronderstellingen van Aristoteles niet klopten. Het wetenschappelijke wereldbeeld vond zijn hoogtepunt in Philosophiae Naturalis Principia Mathematica uit 1687 van Isaac Newton (1643–1727). Hoewel veel van de aristotelische mechanismes zo sneuvelden, bleef zijn bijdrage aan de wetenschappelijke methode wel belangrijk.

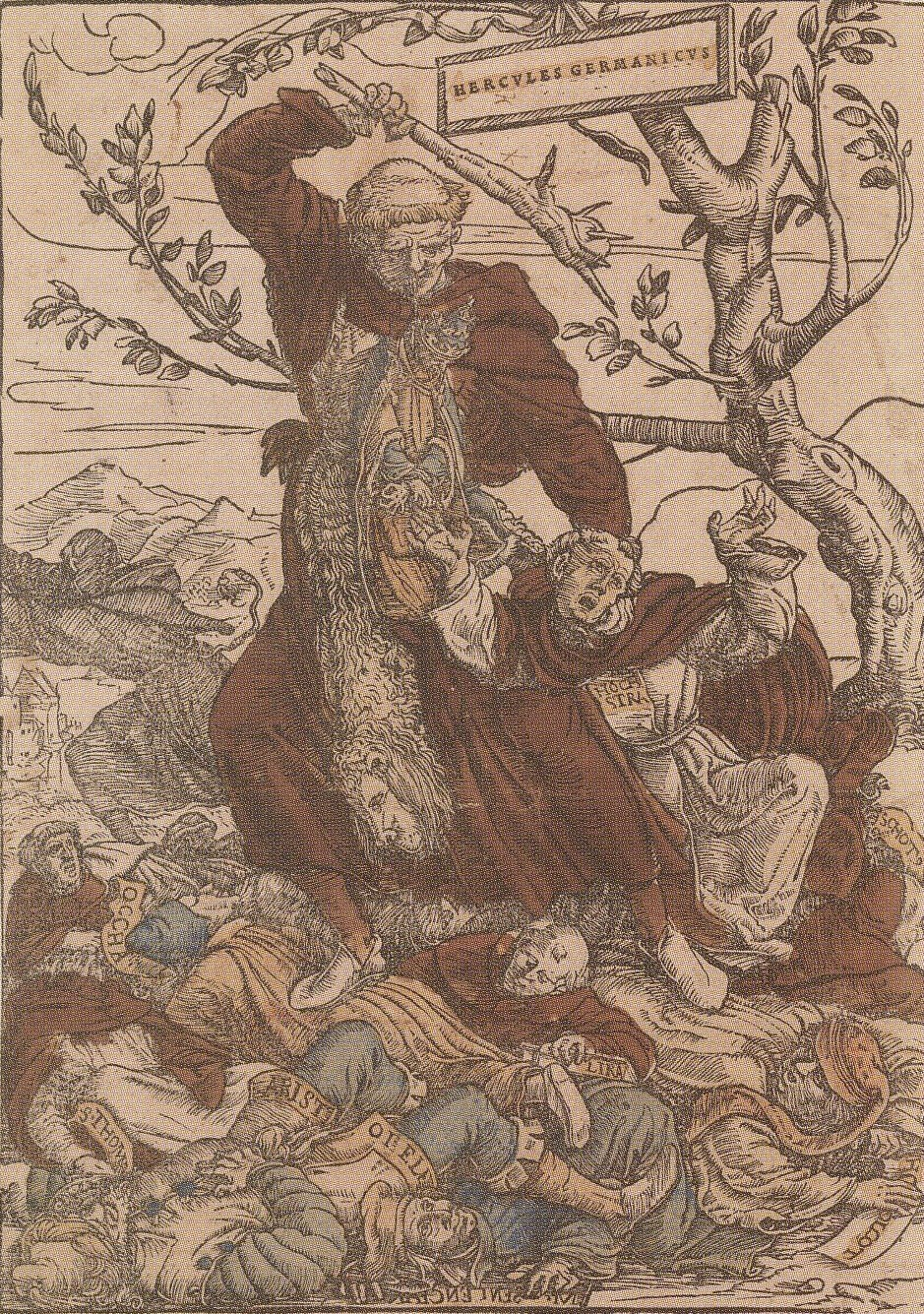
Luther als Hercules Germanicus, Hans Holbein de Jonge, ca. 1519
Luther wurgt als Duitse Hercules de tegenstander van Reuchlin, Hoogstraten. Ockham, Thomas van Aquino, Aristoteles, Petrus Lombardus en Duns Scotus zijn al gedood. De filosoof en de scholastici werden toen nog beschouwd als de belangrijkste tegenstanders.

Ook van een andere kant kwam kritiek. Voor Maarten Luther (1483–1546) was de rede een duivelshoer en hij keerde zich dan ook tegen de scholastiek. In Aan de christelijke adel van de Duitse natie over de verbetering van de christelijke natie uit 1520 verwierp hij onder meer het heidense aristotelisme:
Aan de universiteiten leidt men een losbandig leven en leert men maar weinig over de Heilige Schrift en het christelijk geloof. Alleen de blinde heidense leermeester Aristoteles regeert er, hij heeft er zelfs meer te zeggen dan Christus. Op dit punt zou mijn advies zijn om de boeken van Aristoteles, Physica, Metaphysica, De anima en Ethica – die tot nu toe als de beste leerboeken werden beschouwd – geheel af te schaffen, samen met alle andere boeken die hoog opgeven over de natuurlijke filosofie. Uit deze werken valt namelijk niets leren, noch over de natuurlijke, noch over de geestelijke dingen. Bovendien heeft tot nu toe niemand de betekenis van deze boeken echt begrepen. Wel werd de kostbare tijd en de kostbare ziel van veel mensen onnodig belast door deze boeken, namelijk met nutteloze arbeid, studie en kosten. Ik durf wel te stellen dat een pottenbakker meer verstand heeft van de natuur dan wat er in deze boeken te lezen valt. Het doet mij pijn in het hart dat de vervloekte, hoogmoedige en boosaardige heiden Aristoteles met zijn leugenachtige woorden zovelen van de beste christenen heeft verleid en bespot. Hij is een plaag, die God ons heeft gegeven vanwege onze zonden.
Deze ellendige kerel leert immers in zijn belangrijkste boek, De anima, dat de ziel sterfelijk is, net als het lichaam. Toch hebben velen geprobeerd om zijn leer met vergeefse woorden goed te praten. Hebben wij dan niet de Heilige Schrift, waarin we over alle dingen meer dan overvloedig worden onderwezen? Aristoteles heeft aan deze dingen nog niet eens geroken! Toch heeft deze dode heiden gezegevierd. Hij heeft de studie van de boeken van de levende God geblokkeerd en bijna onderdrukt. Wanneer ik nadenk over deze ellendige situatie, kan ik niet anders dan concluderen dat de geest van de boze al dit studeren heeft geïntroduceerd.
Luther wist echter niet Rooms-Katholieke Kerk te hervormen, iets wat hij had nagestreefd. In plaats daarvan ontstond een nieuwe stroming, het protestantisme. Hierdoor ontstond behoefte aan structuur die Melanchthon (1497–1560), de rechterhand van Luther, invulde met Aristoteles. Zo ontstond een lutherse scholastiek waarin juist Aristoteles weer een rol ging spelen en waarbij filosofie de theologie weer moest ondersteunen.
Binnen de Rooms-Katholieke Kerk was er in de negentiende eeuw een opleving van het aristotelisme. Tijdens de Tweede Vaticaans Concilie werd het hierop gebaseerde thomisme zelfs benoemd als Eeuwigdurende Filosofie.